# Cuy-Saint-Fiacre
Cuy-Saint-Fiacre è un comune francese di 650 abitanti situato nel dipartimento della Senna Marittima nella regione della Normandia.

## Società

### Evoluzione demografica
Abitanti censiti